# Obserwacja wpływowa
Obserwacja wpływowa – w statystyce odmiana obserwacji nietypowej. Jej wystąpienie i wartość mogą znacznie zniekształcić wyniki oszacowania modelu. W analizie regresji liniowej obserwacja wpływowa powoduje zmianę nachylenia prostej regresji, zaś jej usunięcie ze zbioru danych nieproporcjonalnie dużą zmianę wektora współczynników regresji w porównaniu z sytuacją, w której problematycznej obserwacji by nie było.

## Diagnostyka
Wpływ ten można oszacować, obliczając pochodną cząstkową estymatora po wartości jednej obserwacji.
Na przykład dla nieobciążonego estymatora wariancji:
{\displaystyle s^{2}={\frac {n}{n-1}}\left({\overline {x^{2}}}-({\overline {x}})^{2}\right)}
najbardziej wpływowe są obserwacje najbardziej oddalone od średniej, gdyż:
{\displaystyle \left|{\frac {\partial s^{2}}{\partial x_{i}}}\right|=\left|{\frac {n}{n-1}}\left(2{\frac {x_{i}}{n}}-2{\overline {x}}{n}\right)\right|=}{\displaystyle 2{\frac {|x_{i}-{\overline {x}}|}{n-1}}}
Bardziej zaawansowaną koncepcją szacowania wpływu zaburzenia obserwacji na estymatory jest funkcja wpływu.